# Fontaine de vie
Cet article concerne le symbole chrétien. Pour l'association allemande S.S., voir Lebensborn.

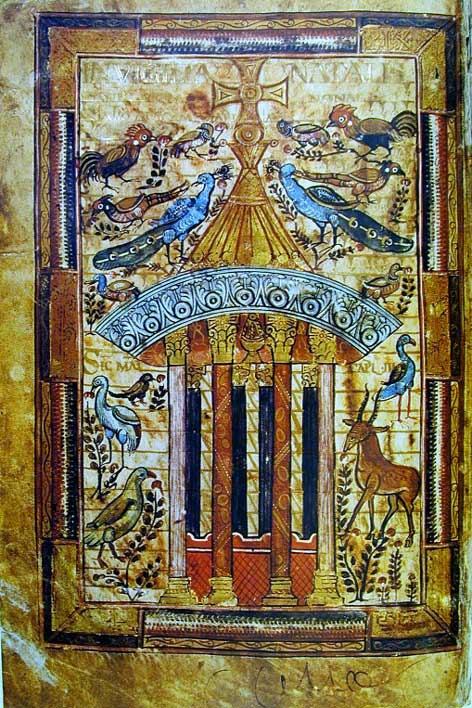
Évangéliaire de Godescalc, commémorant le baptême du fils de Charlemagne à Rome en 781, avec une représentation de la fontaine de vie.

La Fontaine de vie (en latin fons vitae) est un symbole associé à l'iconographie chrétienne du baptême.

## Historique
La source de vie jaillit au pied de l'Arbre de vie, au Paradis terrestre, et se divise en quatre fleuves coulant vers les points cardinaux.
Dès les premiers siècles de la chrétienté, le symbole se modifie, en référence à la vision décrite dans l'Apocalypse de Jean (14, 1) : l'Agneau sur la montagne, d'où jaillissent les quatre fleuves d'un Paradis, céleste cette fois, et non terrestre.
La figure sacrificielle de l'Agneau symbolise le Christ, et les fleuves sont les quatre Évangiles, soit la parole vive de Dieu se répandant aux quatre coins de la Terre. Jean, dans son Évangile, fait dire à Jésus s'adressant à la Samaritaine : « Celui qui boira de l'eau que je lui donnerai n'aura plus jamais soif. Bien plus : l'eau que je lui donnerai deviendra en lui une source intarissable qui jaillira jusque dans la vie éternelle. » (4, 1-30.)
La première iconographie représentant la Source de vie remonte au Ve siècle dans les manuscrits enluminés et plus tard dans d'autres formes artistiques telles que peintures sur panneau.

## Caractéristiques
La forme octogonale de la « Fontaine de vie », qui est aussi la forme du baptistère, correspond aux sept jours de la création du monde et du huitième jour, jour de la résurrection du Christ, jour de la recréation du monde, jour de  vie pour l'éternité.

## Iconographie
- Évangéliaire de Charlemagne, miniature de la Fontaine de vie exécuté par le copiste Godescalc à la demande de Charlemagne (781-783), conservé à la BnF, Paris.